# Karl Böheim

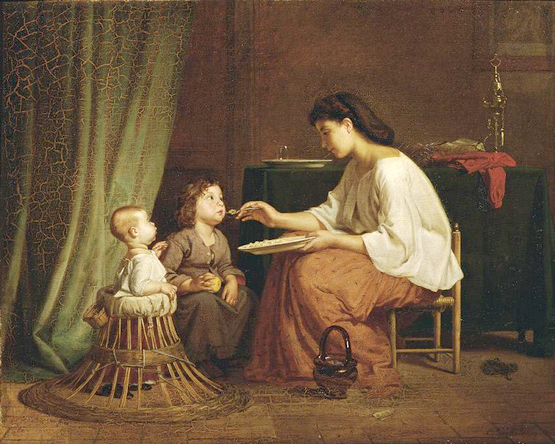
Sorgsame Schwester

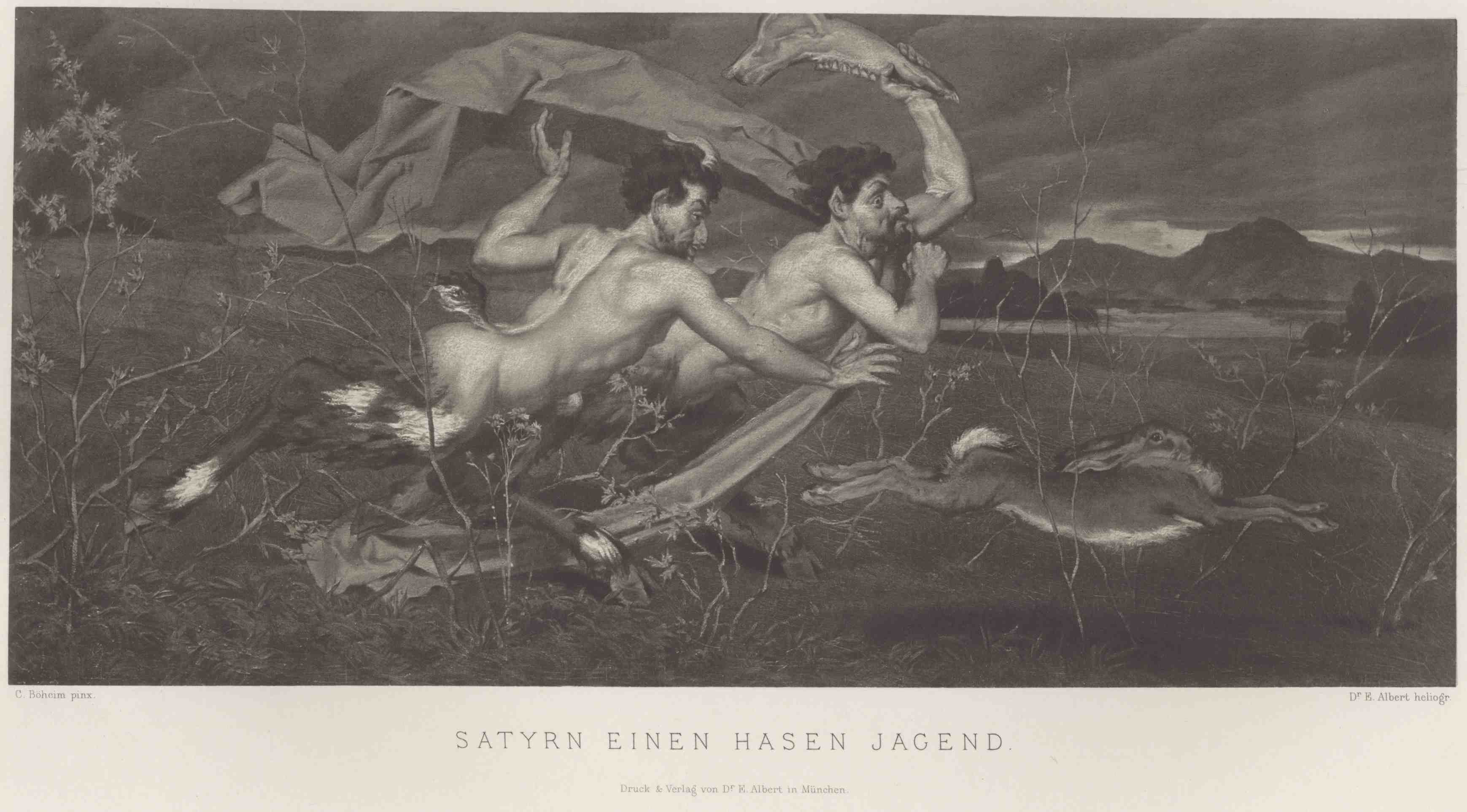
Satyrn einen Hasen jagend

Karl Böheim (* 1830 in Wiener Neustadt; † 1870 in Stuttgart) war ein österreichischer Historien- und Genremaler.

## Leben
Karl Böheim wurde als Sohn des städtischen Beamten Ferdinand Carl Boeheim geboren, der sich auch mit der Geschichte von Wiener Neustadt beschäftigte. Sein Bruder war der spätere Offizier und Waffenkundler Wendelin Boeheim (1832–1900). Nach dem Tod seiner Eltern 1834 und 1835 wuchs er in einer Pflegefamilie auf. Böheim studierte ab 1852 an der Wiener Kunstakademie bei Ferdinand Georg Waldmüller und Christian Ruben. Um 1854 kam er nach Venedig und wurde dort ein Schüler von Anton Romako. 1856 ließ er sich in Rom nieder und kam in den Künstlerkreis, dem die Maler Ludwig Passini und Rudolf Henneberg sowie der Bildhauer Joseph von Kopf angehörten.